# Borszczówka (rejon hoszczański)
Borszczówka – nieistniejąca już kolonia na Ukrainie w rejonie hoszczańskim, w obwodzie rówieńskim
Przed II wojną światową w granicach Polski w gminie Hoszcza, w powiecie rówieńskim, w województwie wołyńskim. Poczta Hoszcza. Borszczówka należała do parafii Najświętszej Marii Panny Królowej Polski w Hłuboczku. Od południa i wschodu miejscowość graniczyła z ZSRR.
Mieszkańcami kolonii byli Polacy. Znajdowało się tu 54 gospodarstwa, szkoła oraz strażnica Korpusu Ochrony Pogranicza.
W czasie I okupacji sowieckiej, w 1941, Ukraińcy rozebrali do fundamentów strażnicę KOP.
3 marca 1943 do kolonii wkroczył oddział niemiecki z lokalną policją ukraińską. Wymordowali oni mieszkańców Borszczówki, w tym sołtysa 	Aleksandra Gruszeckiego oraz podpalili większość zabudowań (ocalało 6 gospodarstw). Oprócz Polaków zabito 2 z 5 Żydów ukrywanych przez Edwarda Daszkiewicza. W kolejnych miesiącach Ukraińcy mordowali resztę ocalałych Polaków.